# 張耀揚
張耀揚（英語：Roy Cheung Yiu Yeung，1963年7月20日—），籍貫廣東惠州，出生於香港，香港前男演員，他以演繹反派及黑幫人物而廣為人知。現已息影後轉職成為商人。

## 背景
張耀揚早年分別在九龍樂富金國戲院樓上的住宅（現址金國大廈）及橫頭磡徙置區16座（橫頭磡邨宏祖樓前身）成長，畢業於華德學校（1977年小六；曾留級兩次）及德致英文書院。9歲時曾遇上車禍，以致失去9歲前的大部分記憶。他於1982年中五畢業後先任職水泥工及搬運工人，再轉職至一間貿易公司2年。直至一次在街上被星探相中當上模特兒，專注拍攝廣告。1985年開始於幕前演出。1986年從事模特兒工作時，他被林嶺東發掘，拍攝《龍虎風雲》；其後轉至電影圈發展，1987年獲賞識簽約新藝城。張耀揚憑其粗獷的外型及冷酷的眼神，多次出演反派人物，為人所熟悉的有《古惑仔》系列中扮演的反派乌鸦和雷耀扬，共參演了約90部電影。2000年憑《鎗火》奪得香港電影金紫荊獎最佳男配角，其演技獲得肯定；2003年《無間道II》中全片不發一言的演出亦是其代表作。
在1990年代末，張耀揚把上水蕉徑蓮塘尾宜安新村的住所出租，作為度假屋之用﹐亦借予電影公司作拍攝外景之用。2008年，他因於拍攝時弄傷腰部，患上椎間盤突出，結果花了數年時間休息且減少產出。期間為了生計而獲朋友介紹到澳門金沙城御匾會內的賭廳「盛景」當公關。於2014年往後，他決定棄影從商，並息影和移居澳門，進軍澳門賭業。同年7月2日，北京警方在朝阳区Ritz Carlton酒店内将藏有毒品的张耀扬查获，从其行李中起获毒品大麻1.15克。不久於检测中發現张耀扬的尿液樣本呈大麻阳性。张耀扬对吸毒事实供认不讳。藏毒及吸毒兩項罪名加起來被拘留二十天，張耀揚此後的影藝演出被封杀。
2015年至2016年，張耀揚在澳門夥拍友人投資開設賭廳。

## 個人生活
張耀揚於1980年代曾與女演員李麗蕊拍拖4年。在1996年至1999年間，他與台灣模特兒艾永玲過從甚密。2015年至2016年，張耀揚與一名澳門女子結伴。

## 演出作品

### 電影（1980年代）
| 年 份  | 片 名            | 角 色     | 合 作 演 員                                                  | 備 註              |
| 1985年 | 歡場             | 盲仔      | 葉德嫻、林建明                                               |                    |
| 1986年 | 聽不到的說話     | Robert    | 馬斯晨、劉青雲                                               |                    |
| 1986年 | 玫瑰的故事       | Alex      | 周潤發、張曼玉                                               |                    |
| 1986年 | 逃出珊瑚海       | 陳旺水    | 方中信                                                       |                    |
| 1986年 | 邊緣歲月         | 龐宗      | 袁潔瑩、鄭浩南、狄龍                                         |                    |
| 1987年 | 龍虎風雲         | John Chan | 周潤發、孫越、李修賢                                         |                    |
| 1987年 | 監獄風雲         | 殺手雄    | 周潤發、梁家輝                                               |                    |
| 1988年 | 學校風雲         | 瀟灑      | 劉松仁、林正英、黃光亮、杜家豪、袁潔瑩、霍瑞華、李麗蕊       |                    |
| 1988年 | 城市特警         | 韓政手下  | 朱江、周文健                                                 |                    |
| 1989年 | 伴我闖天涯       | 炮頭      | 周潤發、鍾楚紅、秦沛                                         |                    |
| 1989年 | 新最佳拍檔       | 殺人王    | 許冠傑、麥嘉、張國榮、利智、李元霸、李修賢                   |                    |
| 1989年 | 八寶奇兵         | 李大東    | 邱淑貞、曾志偉、馮粹帆、吳君如、錢小豪、廖偉雄、成奎安、石天 | 台：龍蛇馬羊猴雞狗 |
| 1989年 | 老虎出更2        | Fai's Man | 李修賢、李元霸、陳雅倫、吳君如                               |                    |
| 1989年 | 我在黑社會的日子 | 楊港      | 周潤發、陳惠敏、成奎安                                       |                    |

### 電影（1990年代）
| 年 份  | 片 名                 | 角 色         | 合 作 演 員                                                                                    | 備 註              |
| 1990年 | 快樂的小雞            | 阿龍          | 李麗蕊、李麗珍、郭耀華、成奎安、梅愛芳                                                         |                    |
| 1990年 | 監獄風雲2逃犯         | 殺手雄        | 周潤發                                                                                         | 客串               |
| 1991年 | 蠻荒的童話            | Roy           | 溫碧霞                                                                                         |                    |
| 1991年 | 情聖                  | 大Dee         | 周星馳、麥嘉、午馬、元華、毛舜筠、葉子媚                                                       |                    |
| 1991年 | 逃學威龍              | 大飛          | 周星馳、張敏、吳孟達、黃炳耀                                                                   |                    |
| 1991年 | 猛鬼入侵黑社會        | 瀟灑          | 洪金寶、杜家豪、袁潔瑩、成奎安                                                                 |                    |
| 1991年 | 衝擊天子門生          | 梁振邦        | 劉德華、王祖賢、黃光亮                                                                         | 台：香港教父       |
| 1991年 | 豪門夜宴              |               | 曾志偉、鄭裕玲、吳耀漢                                                                         | 客串               |
| 1992年 | 白玫瑰                | Roy           | 張曼玉、葉玉卿                                                                                 | 台：藍色情人       |
| 1992年 | 嘩！英雄              | 張揚          | 劉德華、陳惠敏、黃秋生                                                                         |                    |
| 1992年 | 妖獸都市              | 鬼眾道        | 張學友、黎明、李嘉欣、李若彤、仲代達矢                                                         |                    |
| 1992年 | 風流家族              | 阿強          | 湯鎮業、黃子揚                                                                                 |                    |
| 1992年 | 英雄地之小刀會        | 黃大剛        | 劉松仁、陳松伶                                                                                 |                    |
| 1993年 | 人皮燈籠              | 蘇雄          | 梁家輝、邱淑貞、黃光亮                                                                         | 台：新人皮燈籠     |
| 1994年 | 戀愛的天空            | Roy           | 吳家麗、陳百祥、梁榮忠、李兆基                                                                 | 台：四個好色的女人 |
| 1994年 | 重案實錄O記           | 劉少秋        | 李修賢、黃秋生、葉童                                                                           |                    |
| 1994年 | 一九四九之劫後英雄傳  | 李自兵        | 呂良偉、鄭則仕、張衛健、林威                                                                   |                    |
| 1994年 | 新邊緣人              | 亞泰          | 張學友、梁家輝、吳倩蓮、黎姿                                                                   |                    |
| 1994年 | 地下賭王              | 阿三          | 莫少聰                                                                                         |                    |
| 1994年 | 醉生夢死之灣仔之虎    | 阿聰          | 任達華、劉青雲、尹揚明、陳妙瑛                                                                 |                    |
| 1995年 | 高壓線                | 狄克          | 甄子丹                                                                                         |                    |
| 1995年 | 尖東雙虎              | 凌進          | 林文龍、徐濠縈、黃家諾、朱永棠                                                                 |                    |
| 1995年 | 九五陀槍女警          | 吳成龍        | 吳家麗、周嘉玲、吳孟達                                                                         |                    |
| 1995年 | 玻璃鎗的愛            | 阿飛          | 任達華、葉童                                                                                   |                    |
| 1996年 | 古惑仔3之隻手遮天     | 陳天雄 烏鴉   | 鄭伊健、陳小春、黃秋生、謝天華、吳志雄、陳惠敏、黎姿                                           |                    |
| 1996年 | 去吧！揸Fit人兵團     | 恐龍          | 吳鎮宇、蔡少芬、張達明、梁思敏、張慧儀                                                         |                    |
| 1996年 | 旺角的天空2之男燒衣   | 爛鬼發        | 古天樂、張玉珊、羅家英                                                                         |                    |
| 1996年 | 飛虎雄心2之傲氣比天高 | 張鷹          | 張智霖、陳曉東、劉松仁、莫文蔚、吳辰君、李蕙敏                                                 |                    |
| 1996年 | 旺角風雲              | 朗青          | 梁漢文、黃秋生、駱達華、陳惠敏、蔡曉儀、陳展鵬                                                 |                    |
| 1996年 | 悍匪                  | 阿和          | 任達華、李婉華、錢嘉樂、魏駿傑、白彪                                                           |                    |
| 1996年 | 火鴛鴦                | 余華          | 鍾淑慧、吳岱融、吳毅將                                                                         |                    |
| 1996年 | 旺角大家姐            | 阿財          | 苑瓊丹、林文龍、陳國邦、鄭婉雯、陳奕迅、郭可盈                                                 |                    |
| 1997年 | 97古惑仔之戰無不勝    | 雷耀揚 奔雷虎 | 鄭伊健、陳小春、黃秋生、謝天華、李嘉欣、林曉峰、朱永棠、萬梓良、黃秋生、莫文蔚、吳君如、尹揚明 |                    |
| 1998年 | 獵豹行動              | 房景波        | 梁琤、大岛由加利、元華、于榮光                                                                 |                    |
| 1998年 | 野獸刑警              | 高佬輝        | 王敏德、黃秋生、譚耀文、李燦森、周海媚                                                         |                    |
| 1998年 | 風雲之雄霸天下        | 釋武尊        | 鄭伊健、郭富城、千葉真一、謝天華                                                               |                    |
| 1998年 | 怒吼狂花              | 譚銘          | 梁琤、吳家麗、尹揚明、關禮傑                                                                   |                    |
| 1998年 | 面青青有排驚          | 明義          | 吳家麗、徐錦江 、鍾發、吳辰君、郝劭文、林曉峰、湯寶如、羅蘭                                    |                    |
| 1999年 | 無問旅程              | 陳老闆        | 黃家諾、何超儀、王合喜                                                                         |                    |
| 1999年 | 鎗火                  | Mike          | 吳鎮宇、黃秋生、任達華、呂頌賢、林雪                                                           |                    |
| 1999年 | 藍色情迷              | 伍            | 徐錦江、馬雅舒                                                                                 |                    |
| 1999年 | 轟天綁架大富豪        | 陳聰          | 呂良偉、葉童、林國斌、于榮光、雷宇揚、田啟文、鄭祖                                             |                    |
| 1999年 | 致命誘惑              | Joe           | 孫國明、連奕名                                                                                 |                    |
| 1999年 | 讓我勝出一次          | Sam           | 鄭浩南、麥家琪                                                                                 |                    |

### 電影（2000年代）
| 年 份  | 片 名             | 角 色  | 合 作 演 員                                            | 備 註          |
| 2000年 | 賊公子            | 大佬威 | 王敏德、雷宇揚、古天樂                                 | 角色化名王公子 |
| 2000年 | 鬼同你玩          | 張向揚 | 黃卓玲、雷宇揚、阮兆祥、林雪、黃家諾                   |                |
| 2000年 | 花樣年華          | 陳先生 | 梁朝偉、張曼玉、潘迪華、孫佳君                         |                |
| 2000年 | 破繭少年          |        | 劉家輝、麥家琪、曹永廉                                 |                |
| 2000年 | 鐵男本色          | 鯊魚   | 尹揚明 、吳家麗、黃光亮                                |                |
| 2000年 | 白色風暴          | 賀老大 | 李修賢、黃子揚、林詩雅                                 |                |
| 2000年 | 黑社會.com        | 宋正   | 李修賢、陳惠敏、吳毅將、成奎安、葉佩雯、呂頌賢、吳志雄 |                |
| 2000年 | 勝者為王          | 草刈朗 | 鄭伊健、陳小春、千葉真一、何潤東                       |                |
| 2000年 | 江湖告急          | 何君愉 | 梁家輝、吳君如、黃秋生、陳奕迅、谷祖琳、李珊珊、曾志偉 |                |
| 2001年 | 火武耀揚          | 耀揚   | 張文慈、樊少皇、周比利                                 |                |
| 2001年 | 拳神              | 戰廿一 | 王力宏、梁詠琪、元彪、錢嘉樂、馮德倫、洪金寶、葉童     |                |
| 2001年 | 豹女之奪命之旅    | 關正康 | 黄佩霞、柯受良、張嘉年                                 |                |
| 2001年 | 天下無雙          | 左冷蟬 | 梁朝偉、趙薇、王菲、張震                               | 客串           |
| 2001年 | 困獸              |        | 王敏德、鍾鎮濤、張智霖、雷宇揚                         |                |
| 2002年 | 絕命時刻          | 刀疤   | 孫耀威、張琰琰                                         |                |
| 2002年 | 寶貝雙龍          | 郭威   | 石天龍、蘇志威、周比利                                 |                |
| 2002年 | 衛斯理藍血人      | 白奇偉 | 劉德華、關之琳、舒淇、鄭浩南、黃佩霞                   |                |
| 2003年 | 無間道II          | 羅繼賢 | 曾志偉、黃秋生、吳鎮宇、胡軍、陳冠希、余文樂           |                |
| 2003年 | 兄弟              | 韓楓   | 陸毅、徐靜蕾、柯受良、成奎安、萬梓良                   |                |
| 2004年 | 天黑請閉眼        | 子陽   | 吳倩蓮、廖凡、王志文、黃智賢、李小冉、小宋佳           |                |
| 2004年 | 非常勇士          | 唐天麟 | 譚耀文、黃子揚、尹揚明                                 |                |
| 2005年 | 情義我心知        | 李樹勳 | 黎明、杜汶澤、葉璇                                     |                |
| 2005年 | 凶男寡女          | 豹     | 鍾麗緹、謝天華、何華超、梁敏儀                         |                |
| 2005年 | 黑白戰場          | 辛尼   | 曾志偉、余文樂、林雪、陳鍵鋒、廖啟智、關秀媚           |                |
| 2006年 | 米尼              | 大陳   | 李心潔、劉燁                                           |                |
| 2006年 | 放·逐             | 阿貓   | 吳鎮宇、黃秋生、張家輝、何超儀、任達華、任賢齊、林雪   |                |
| 2007年 | 戰‧鼓             | 阿照   | 房祖名、梁家輝、李心潔、何超儀                         |                |
| 2008年 | 蝴蝶飛            | 醫生   | 周渝民、李冰冰                                         | 客串           |
| 2008年 | 512活在香港之生离 |        | Didier Mocha、郭慧、薛立賢、聲音演出: 農夫             |                |

### 電影（2010年代）
| 年 份  | 片 名    | 角 色 | 合 作 演 員                  | 備 註 |
| 2014年 | 大話天仙 | 捕快  | 鄭伊健、孫儷、鄭中基、郭德綱 | 客串  |

### 電視劇 （台灣）
| 年 份  | 劇 名      | 角 色 |
| 2002年 | 愛情白皮書 | 邱庭  |

### 電視劇 （香港電台）
| 年 份  | 劇 名                    | 角 色 |
| 2003年 | 實況劇《執法群英II》毒網 |       |

### 電視劇 （中國大陸）
| 年 份  | 劇 名        | 角 色  |
| 2005年 | 我的武林男友 | 陸宏開 |
| 2008年 | 東陵大盜     | 孫殿英 |
| 2009年 | 愛戀狂潮     | 林達安 |
| 2010年 | 鑼鼓巷       | 程大羽 |

### 電視劇（香港有線電視第1台）
- 補習天后 飾 Water Lam

### 電視劇（香港電訊盈科網劇）
- 男女字典 飾 Wilson

### 配音
- 2000年：花樣年華

### 參與節目
- 2001年 宇宙無敵獎門人（無綫電視）
- 2002年 吾係獎門人（無綫電視）
- 2025年 萬千星輝頒獎典禮（無綫電視）頒獎嘉賓

### 音樂錄影帶
- 1999年 那英《等待》
- 1999年 那英《愿赌服输》
- 1999年 那英《一万一千公里》
- 2014年 王若琳《今宵多珍重》
- 2014年 王若琳《當年情》
- 2014年 王若琳《moon river》

### 廣告
- 2004年：摩托羅拉

## 獎項
| 年 份  | 頒獎典禮              | 獎項       | 影片         | 結果 |
| 1988年 | 第7屆香港電影金像獎   | 最佳男配角 | 《監獄風雲》 | 提名 |
| 2000年 | 第5屆香港電影金紫荊獎 | 最佳男配角 | 《鎗火》     | 獲獎 |
| 2001年 | 第20屆香港電影金像獎  | 最佳男配角 | 《江湖告急》 | 提名 |
| 2004年 | 第4屆華語電影傳媒大獎 | 最佳男配角 | 《無間道II》 | 提名 |

## 外部連結
- 張耀揚的新浪微博
- 張耀揚在互联网电影资料库（IMDb）上的資料（英文）
- 張耀揚在香港影庫上的簡介
- 張耀揚在时光网上的簡介（简体中文）
- 張耀揚在豆瓣上的资料（简体中文）